# BMO Field
El BMO Field, también conocido como Estadio Nacional de Canadá es el estadio de fútbol ubicado en la ciudad de Toronto, provincia de Ontario, Canadá. Su capacidad es de unos 30.000 espectadores y es la sede del equipo Toronto FC de la Major League Soccer y de la selección de fútbol de Canadá, así como también es sede del equipo de fútbol canadiense Toronto Argonauts, que juega en la Canadian Football League.
El estadio recibe el nombre de Banco de Montreal (BMO) debido a que dicha compañía adquirió este derecho como patrocinador del estadio.

## Historia

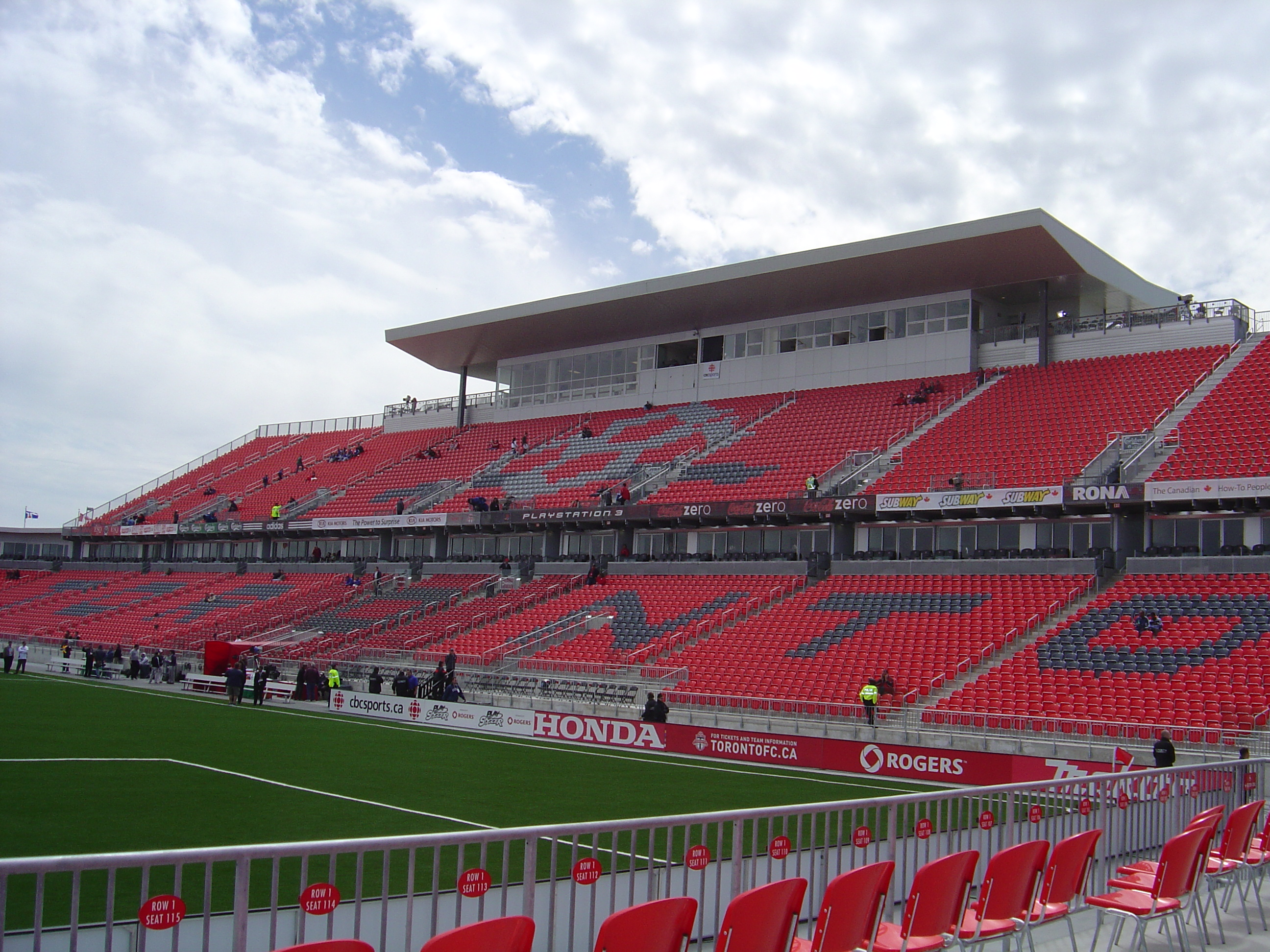
Vista antigua del BMO Field

El estadio fue construido en el mismo lugar en donde se encontraba el Exhibition Stadium, hogar de los Toronto Argonauts de fútbol canadiense, los Toronto Blue Jays de béisbol y el Toronto Blizzard de fútbol soccer, y que fue demolido en 1999.
Fue una de las sedes de la Copa Mundial de Fútbol Sub-20 de 2007. En él tuvieron sede 12 partidos, incluyendo la final y el partido por el tercer puesto. Su inauguración se realizó el 28 de abril de 2007 con el partido que Toronto FC perdió ante Kansas City Wizards por 0-1 con una asistencia de 20 148 espectadores, el único gol fue anotado por Eddie Johnson a los 81 minutos.
El 7 de agosto de 2009 el Real Madrid, equipo de la Primera División de fútbol de España, visitó por primera vez Canadá, disputando allí un partido amistoso frente al Toronto FC venciendo por 5-1 al equipo local. El partido causó gran expectación en la ciudad, aprovechando el Real Madrid para hacer debutar a grandes estrellas como Xabi Alonso y Kaká. Los tantos del Real Madrid en dicho partido fueron logrados por Raúl González Blanco (2), Cristiano Ronaldo, Karim Benzema y el holandés Arjen Robben. El técnico en ese entonces era el chileno Manuel Pellegrini.
El 1 de enero de 2017, el estadio albergó el NHL Centennial Classic, un partido de hockey sobre hielo entre los Toronto Maple Leafs y los Detroit Red Wings, realizado ante 40 148 espectadores en el marco del centenario del equipo anfitrión y la National Hockey League.
En el BMO Field también se han realizado otros eventos como el concierto inaugural en Norteamérica de la banda Genesis dentro de su gira Turn It on Again, el 7 de septiembre de 2007.

## Descripción
El estadio utilizó inicialmente césped artificial en lugar de césped natural, lo cual atrajo algunas críticas. Sin embargo, en 2009 las autoridades de Toronto votaron para decidir la instalación de una superficie natural, la cual se hizo efectiva a inicios de 2010 cuando la compañía Maple Leaf Sports & Entertainment Ltd. (MLSE) decidió cubrir los gastos de su instalación y mantenimiento. Previamente, una superficie natural fue instalada para el partido amistoso contra el Real Madrid en agosto de 2009, la cual fue posteriormente donada a una escuela pública local.
Los asientos de las tribunas son totalmente de color rojo, a excepción de un diseño con asientos blancos en cada tribuna. En la tribuna del lado este, el diseño es una hoja de arce, mientras que en la tribuna lateral oeste el diseño tiene la palabra "Toronto", y una porción del logotipo del Toronto FC. El diseño blanco de la tribuna lateral sur tiene el texto "BMO".
Las dimensiones del campo de juego son 68 metros de ancho por 105 metros de largo, las cuales cumplen con los estándares de la FIFA.
Una variedad de pasto azul de Kentucky se instaló en el campo de juego durante la primavera de 2010, al mismo tiempo que un sistema de drenaje y calefacción del terreno. El primer partido con pasto natural fue el debut en casa del Toronto FC contra Filadelfia Union el 15 de abril de 2010.

## Copa de Oro de la Concacaf 2015
| Fecha               | Fase         | Equipo  |                    | Resultado |                        | Equipo      | Espectadores |
| ------------------- | ------------ | ------- | ------------------ | --------- | ---------------------- | ----------- | ------------ |
| 14 de julio de 2015 | Primera fase | Jamaica | Bandera de Jamaica | 1-0       | Bandera de El Salvador | El Salvador | 16 508       |
| 14 de julio de 2015 | Primera fase | Canadá  | Bandera de Canadá  | 0-0       | Bandera de Costa Rica  | Costa Rica  | 29 284       |